# 布里格斯冰川
布里格斯冰川（英語：Briggs Glacier），是南極洲的冰川，位於南喬治亞島中部，最終注入默里雪原，以英國皇家海軍的上尉指揮官命名，現時由英國海外領土管轄。